# Charcos de Paúl
Charcos de Paúl är en ort i Mexiko.   Den ligger i kommunen Pénjamo och delstaten Guanajuato, i den centrala delen av landet, 290 km väster om huvudstaden Mexico City. Charcos de Paúl ligger 1 707 meter över havet och antalet invånare är 175.
Terrängen runt Charcos de Paúl är platt åt nordväst, men åt sydost är den kuperad. Runt Charcos de Paúl är det ganska tätbefolkat, med 104 invånare per kvadratkilometer. Närmaste större samhälle är Pénjamo, 12,7 km norr om Charcos de Paúl. I omgivningarna runt Charcos de Paúl växer huvudsakligen savannskog.